# 单齿拳螺
单齿拳螺（学名：Borsonia symbiotes）是一個海螺的物種，屬於新腹足類支序Borsoniidae科 Borsonia屬的一种腹足綱軟體動物。
舊屬拳螺科，今屬芋螺總科的Borsoniidae科。

## 型態描述
螺殼最高可達70 mm。殼身以其獨特的閃亮的白色外層尤為顯著，與其淡肉桂色的內層形成鮮明的對比。

## 分佈
本物種見於台湾，也見於印度東部對出海域及拉克沙群島海域、馬來亞半島及印度尼西亞海域。
常栖息在深海。

## 外部連結
- Hardy, Eddie. . Hardy's Internet Guide to Marine Gastropods. （原始内容存档于2020-06-28） （英语）.